# 문호장굿놀이
문호장굿놀이는 경남 창녕군 영산에서 매년 5월 단오에 행하는 단오굿 또는 봄굿이며 단오를 절정으로 하는 부락제(部落祭)로 기실은 음력 4월 25일부터 엄선된 호장과 수로(首奴)가 부정타지 않도록 정신하며 시작하는 것이다.
문호장은 영산의 산신(山神)이며 수호신으로서 초인적인 능력과 영험이 있는 자로, 영산사람들의 신앙의 대상이 되어왔으며, 그 상징은 호랑이로 떠받들리고 있다. 철저한 정신(淨身)에 의해 선택된 호장이 뒷산인 영취산 상봉에 있는 서낭당인 본당으로 가서 제사를 지내는데 이를 마상굿이라 하며, 문호장의 영을 내려오다가 말재주골에서 다시 제사를 지내고 마당굿을 한다. 이 마당굿이라는 것은 서낭대를 세워 제물상을 차려놓고 호장·수로·안무당 등 수십명의 무당·무부들이 참여한다. 그리고 하산하여 마을 복판에 있는 딸사당인 두룽각시 왕신 서낭당에서 두룽굿을 하고 계속하여 호장과 수로 등이 말을 타고 마희(馬戱)를 한다. 이렇듯 산신인 문호장을 위로하고 즐겁게 하여 춤을 춤으로써 그의 동작을 과시해 보이는 것으로서 마을 전체가 무대가 되고 마을 사람이 관객과 배우가 되는 굿놀이임을 알 수 있다.